# Ilosaari (ö i Norra Karelen, Pielisen Karjala, lat 63,35, long 30,02)
Ilosaari är en ö i Finland.   Den ligger i kommunen Lieksa i den ekonomiska regionen  Pielinen-Karelen  och landskapet Norra Karelen, i den östra delen av landet, 400 km nordost om huvudstaden Helsingfors.